# Апленд (аэропорт)
Аэропорт Кейбл (англ. Cable Airport), (ИАТА: CCB, ИКАО: KCCB, FAA LID: CCB) — частный гражданский аэропорт, расположенный в трёх километрах к северо-западу от делового центра города Апленд, округ Сан-Бернардино (Калифорния), США.
Аэропорт находится в частной собственности корпорации «Cable Land Company».

## История
Аэропорт Кейбл был открыт в 1945 году бизнесменами Моди и Дьюи Кейбл, купившими часть земли под аэродром за 8500 долларов США.
Первая взлётно-посадочная полоса 1-19 была построена самим Дьюи Кейблом, имела 460 метров в длину, располагалась в направлении «север-юг» перпендикулярно постоянному направлению ветров в данном районе и имела небольшой уклон на местности. Главная взлётно-посадочная полоса 6/24 была закончена и принята в эксплуатацию шестью месяцами позже. Полоса строилась в направлении «восток-запад» (то есть параллельно постоянному направлению ветров, что являлось идеальным условием для взлётов и посадок самолётов), имела твёрдое покрытие и размеры 720 метров в длину и 46 метров в ширину.
В 1967 году аэропорт сменил своё название на Аэропорт Кейбл-Клермонт, а позднее на упрощённое и действующее в настоящее время Аэропорт Кейбл.
Аэропорт Кейбл полностью принадлежит династии Кейбл и является крупнейшим в мире частным аэропортом по количеству воздушных судов, базирующихся в нём.

## Операционная деятельность
Аэропорт Кейбл занимает площадь в 38 гектар, расположен на высоте 440 метров над уровнем моря и эксплуатирует одну взлётно-посадочную полосу и две вертолётные площадки :
- 6/24 размерами 1178 х 23 метров с асфальтовым покрытием;
- H1 размерами 20 х 20 метров с асфальтовым покрытием;
- H2 размерами 20 х 20 метров с асфальтобетонным покрытием.

В период с 30 августа 2006 по 30 августа 2007 года Аэропорт Кейбл обработал 92 189 операций по взлётам и посадкам воздушных судов (в среднем 252 операции ежедневно), все рейсы выполняла авиация общего назначения. В данный период в аэропорту базировалось 365 воздушных судов, из них 90 % — однодвигательные самолёты, 8 % — многодвигательные, 1 % — вертолёты, 1 % — планеры и менее 1 % составили сверхлёгкие самолёты.